# Política de Santo André (São Paulo)
O Poder Executivo do município de Santo André é representado pelo Prefeito e seu Gabinete de Secretários, seguindo o modelo proposto pela Constituição Federal. A Lei Orgânica do Município e o atual Plano Diretor da cidade, porém, determinam que a administração pública deva garantir à população ferramentas efetivas de manifestação da democracia participativa.
O atual prefeito da cidade é Gilvan Júnior, do Partido da Social Democracia Brasileira, PSDB, candidato vitorioso na eleição municipal de Santo André em 2024, tendo Silvana Medeiros como sua Vice-prefeita.

## Administração Direta
A administração da prefeitura atualmente é composta por 20 secretarias.
| Secretaria                                                             | Titular                       | Partido | Ref.  |
| ---------------------------------------------------------------------- | ----------------------------- | ------- | ----- |
| Secretaria Municipal de Administração e Finanças                       | Fernanda Sakaragui            |         | [ 2 ] |
| Secretaria Municipal de Assistência Social                             | Ana Claudia de Fabris         |         | [ 2 ] |
| Secretaria Municipal de Assuntos Jurídicos                             | Caio Costa e Paula            |         | [ 2 ] |
| Secretaria Municipal de Aquisição e Contratos                          | Fabiana Bozzella              |         | [ 2 ] |
| Secretaria Municipal da Receita e Captação de Recursos                 | Ivo de Lima                   | PDT     | [ 2 ] |
| Secretaria Municipal de Cerimonial, Lazer e Gestão de Eventos          | Jessica Cavalheiro            |         | [ 3 ] |
| Secretaria Municipal de Cultura                                        | Azê Diniz                     |         | [ 2 ] |
| Secretaria Municipal de Comunicação                                    | Edson Salvo Melo              | PSDB    | [ 2 ] |
| Secretaria Municipal de Governo, Orçamento e Planejamento Estratégico  | Jose Acemel                   |         | [ 2 ] |
| Secretaria Municipal de Relações Políticas e Institucionais            | Donizeti Pereira              | MDB     | [ 2 ] |
| Secretaria Municipal da Pessoa Com Deficiência                         | Valéria Marcelino             |         | [ 4 ] |
| Secretaria Municipal de Inovação e Tecnologia                          | Diego Cabral                  |         | [ 2 ] |
| Secretaria Municipal de Desenvolvimento Econômico e Geração de Emprego | Evandro Banzato               |         | [ 2 ] |
| Secretaria Municipal de Educação                                       | Pedrinho Botaro               | PSDB    | [ 2 ] |
| Secretaria Municipal de Esporte e Prática Esportiva                    | Prof. Jobert Minhoca          | PODE    | [ 2 ] |
| Secretaria Municipal de Saúde                                          | Pedro Seno                    |         | [ 2 ] |
| Secretaria Municipal de Segurança Cidadã                               | Telmo Araujo                  |         | [ 2 ] |
| Secretaria Municipal de Meio Ambiente e Mudanças Climáticas            | Edinilson Ferreira dos Santos |         | [ 2 ] |
| Secretaria Municipal de Desenvolvimento Urbano e Habitação             | Marilia Camargo               |         | [ 2 ] |
| Secretaria Municipal de Manutenção e Serviços Urbanos                  | José Antonio Ferreira         |         | [ 2 ] |
| Secretaria Municipal de Infraestrutura e Obras                         | Acácio Miranda                |         | [ 2 ] |
| Secretaria Municipal de Mobilidade Urbana                              | Almir Cicote                  | Avante  | [ 2 ] |

### Autarquias
| Autarquias | Autarquias                                                   | Propósito                                                  | Superintendência          | Partido | Ref.  |
| ---------- | ------------------------------------------------------------ | ---------------------------------------------------------- | ------------------------- | ------- | ----- |
| SEMASA     | Serviço Municipal de Saneamento Ambiental de Santo André     | Saneamento Básico                                          | Ajan Marques De Oliveira  |         |       |
| CRAISA     | Companhia Regional de Abastecimento Integrado de Santo André | Abastecimento Alimentar, Segurança Alimentar e Nutricional | Reinaldo Messias da Silva |         | [ 2 ] |
| SATRANS    | Santo André Transportes                                      | Regulação do Transporte Público                            | -                         |         |       |
| IPSA       | Instituto de Previdência de Santo André                      | Previdência                                                | Fernando Gomes            | PSDB    | [ 2 ] |
| EMHAP      | Empresa Municipal de Habitação Popular                       | Habitação Popular                                          | -                         |         |       |

### Subprefeituras
- Subprefeitura de Paranapiacaba e Parque Andreense

## Conselhos Municipais
- Conselho Municipal de Saúde
- Conselho Municipal da Juventude
- Conselho Municipal de Política Urbana
- Conselho Municipal de Cultura
- Conselho Municipal de Educação
- Conselho de Alimentação Escolar
- Conselho Municipal de Defesa do Patrimônio Histórico, Artistíco, Arquitetônico-Urbanístico e Paisagístico de Santo André
- Conselho Municipal da Pessoa Idosa
- Conselho Municipal dos Direitos da Criança e do Adolescente
- Conselho Gestor do Fundo Municipal de Iluminação Pública
- Conselho Municipal de Assistência Social
- Conselho Municipal de Defesa dos Direitos das Pessoas com Deficiência de Santo André
- Conselho Gestor do Fundo Municipal de Proteção dos Animais

- Conselho de Trabalho, Emprego e Renda
- Conselho Municipal de Orçamento
- Conselho Municipal de Desenvolvimento Econômico
- Conselho Municipal da Comunidade Negra
- Conselho Municipal de Representantes de Paranapiacaba e Pq. Andreense
- Conselho de Segurança Municipal
- Conselho Municipal de Habitação
- Conselho Municipal de Turismo
- Conselho Tutelar

## Poder Legislativo

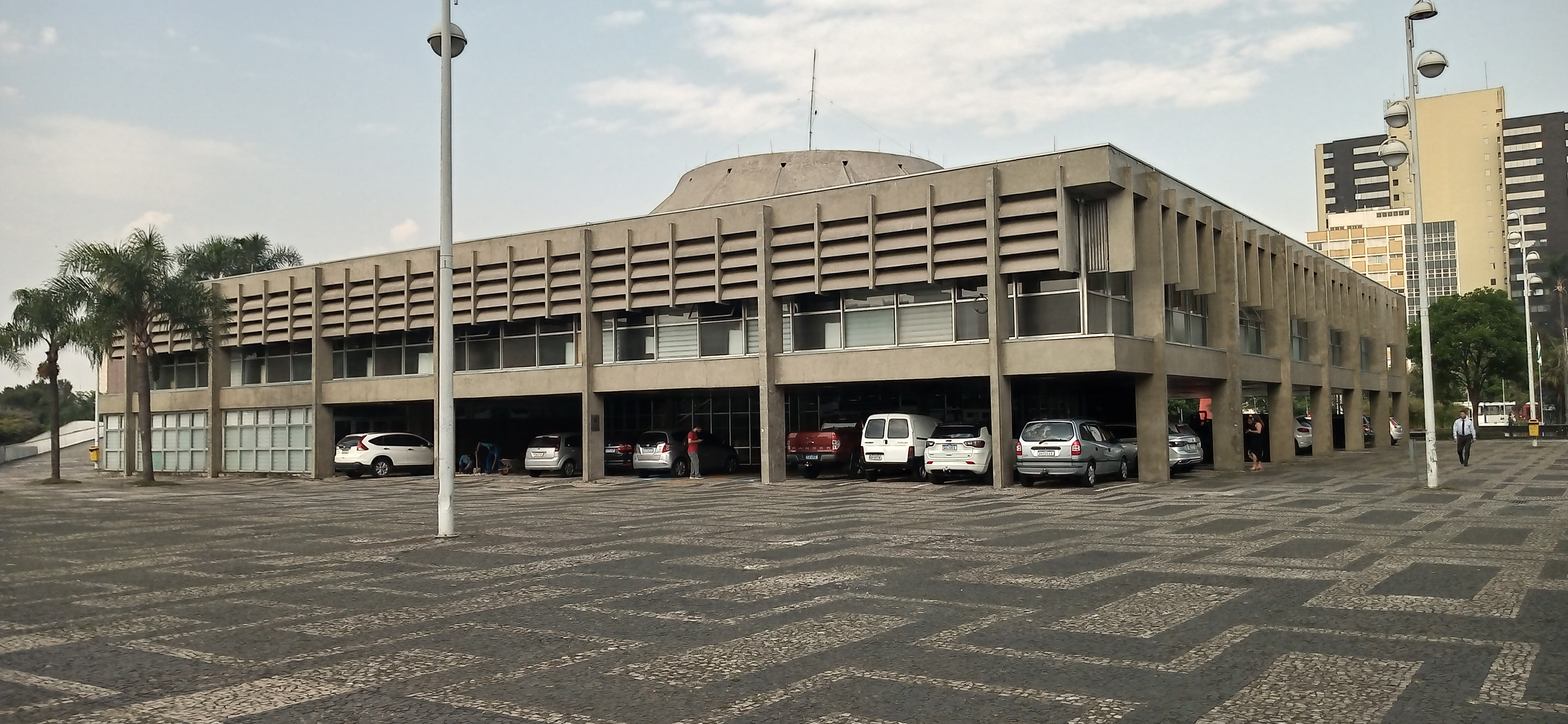
Câmara Municipal de Santo André, em frente a sede do executivo municipal, ambas integram o centro cívico da cidade.

O Poder Legislativo é representado pela Câmara Municipal, composta por 21 vereadores eleitos para cargos de quatro anos. Cabe à Câmara elaborar e votar leis fundamentais à administração e ao Executivo, especialmente leis relacionadas ao orçamento municipal, como, por exemplo, a Lei de Diretrizes Orçamentárias. Devido ao poder de veto do Prefeito, em períodos de conflito entre o Executivo e o Legislativo, o processo de votação deste tipo de lei costuma gerar bastante polêmica.

## Histórico político administrativo
Com uma população municipal de mais de meio milhão de habitantes, as eleições andreenses são consideradas polarizadas no limiar da historiografia. Dois partidos alternaram-se no governo durante a década de 80 e 90, o PT dos prefeitos Celso Daniel (1989 - 1992, 1997 - 2002), João Avamileno (2002 - 2008) e Carlos Grana (2013 - 2016) e o PTB de Newton Brandão (1983 - 1988, 1993 - 1996) e Aidan Ravin (2009 - 2012).
Em 1° de janeiro de 2017, Paulo Henrique Pinto Serra, mais conhecido como Paulinho Serra (PSDB), assumiu a prefeitura. Serra foi eleito no segundo turno das eleições, com 78,21% dos votos, derrotando o então prefeito Carlos Grana. Em 2020, Serra reelegeu-se prefeito no primeiro turno, derrotando Bete Siraque, do Partido dos Trabalhadores.
Em 2024 Gilvan Junior, do PSDB, candidato apoiado pelo então prefeito Paulo Serra foi eleito em primeiro turno, com 60,98% dos votos válidos, tendo como vice Silvana Medeiros, do Avante.